# Rappresentanti del Wyoming

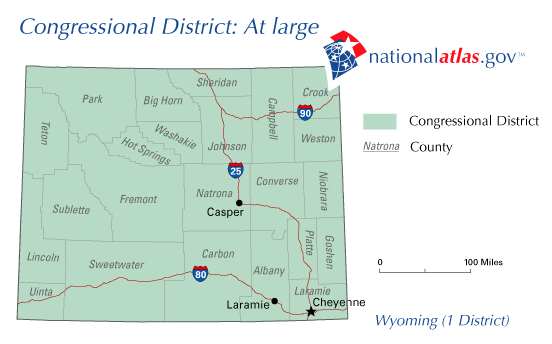
Mappa del distretto

Il Wyoming è attualmente rappresentato alla Camera dei rappresentanti degli Stati Uniti da un solo delegato, eletto in un collegio unico con il sistema first-past-the-post ogni due anni.
Il numero dei delegati è proporzionale alla popolazione dello stato; lo stato è sempre stato rappresentato da un solo deputato sin dall'ammissione all'Unione nel 1890, dato confermato anche dall'ultimo censimento del 2020. Si tratta dell'unico stato oltre all'Alaska che sin dall'ammissione non ha mai avuto più di un delegato alla Camera.

## Collegio unico
| N.                                      | Foto    | Senatore                   | Partito | Partito      | Carica           | Carica           | Congresso                                                 | Mandati | Elezioni                                                                                                |
| N.                                      | Foto    | Senatore                   | Partito | Partito      | Inizio           | Termine          | Congresso                                                 | Mandati | Elezioni                                                                                                |
| --------------------------------------- | ------- | -------------------------- | ------- | ------------ | ---------------- | ---------------- | --------------------------------------------------------- | ------- | --- |
| Distretto istituito il 1° dicembre 1890 |         |                            |         |              |                  |                  |                                                           |         | |
| 1                                       |         | Clarence D. Clark          |         | Repubblicano | 1° dicembre 1890 | 3 marzo 1893     | 51 · 52                                                   | 2       | 1890 Perse la rielezione                                                                                |
| 2                                       |         | Henry A. Coffeen           |         | Democratico  | 4 marzo 1893     | 3 marzo 1895     | 53                                                        | 1       | 1892 Perse la rielezione                                                                                |
| 3                                       |         | Frank Wheeler Mondell      |         | Repubblicano | 4 marzo 1895     | 3 marzo 1897     | 54                                                        | 1       | 1894 Perse la rielezione                                                                                |
| 4                                       |         | John Eugene Osborne        |         | Democratico  | 4 marzo 1897     | 3 marzo 1899     | 55                                                        | 1       | 1896 Non ricandidatosi                                                                                  |
| 5                                       |         | Frank Wheeler Mondell      |         | Repubblicano | 4 marzo 1899     | 3 marzo 1923     | 56 · 57 · 58 · 59 · 60 · 61 · 62 · 63 · 64 · 65 · 66 · 67 | 12      | 1898 · 1900 · 1902 · 1904 · 1906 · 1908 · 1910 · 1912 · 1914 · 1916 · 1918 · 1920 Candidatosi al Senato |
| 6                                       |         | Charles E. Winter          |         | Repubblicano | 4 marzo 1923     | 3 marzo 1929     | 68 · 69 · 70                                              | 3       | 1922 · 1924 · 1926 Candidatosi al Senato                                                                |
| 7                                       |         | Vincent Carter             |         | Repubblicano | 4 marzo 1929     | 3 gennaio 1935   | 71 · 72 · 73                                              | 3       | 1928 · 1930 · 1932 Candidatosi al Senato                                                                |
| 8                                       |         | Paul Ranous Greever        |         | Democratico  | 3 gennaio 1935   | 3 gennaio 1939   | 74 · 75                                                   | 2       | 1934 · 1936 Perse la rielezione                                                                         |
| 9                                       |         | Frank O. Horton            |         | Repubblicano | 3 gennaio 1939   | 3 gennaio 1941   | 76                                                        | 1       | 1938 Perse la rielezione                                                                                |
| 10                                      |         | John J. McIntyre           |         | Democratico  | 3 gennaio 1941   | 3 gennaio 1943   | 77                                                        | 1       | 1940 Perse la rielezione                                                                                |
| 11                                      |         | Frank A. Barrett           |         | Repubblicano | 3 gennaio 1943   | 31 dicembre 1950 | 78 · 79 · 80 · 81                                         | 4       | 1942 · 1944 · 1946 · 1948 Divenuto Governatore                                                          |
| Vacante                                 | Vacante | Vacante                    | Vacante | Vacante      | 31 dicembre 1950 | 3 gennaio 1951   | 81                                                        |         | |
| 12                                      |         | William Henry Harrison III |         | Repubblicano | 3 gennaio 1951   | 3 gennaio 1955   | 82 · 83                                                   | 2       | 1950 · 1952 Candidatosi al Senato                                                                       |
| 13                                      |         | Keith Thomson              |         | Repubblicano | 3 gennaio 1955   | 9 dicembre 1960  | 84 · 85 · 86                                              | 2 1⁄2   | 1954 · 1956 · 1958 Deceduto                                                                             |
| Vacante                                 | Vacante | Vacante                    | Vacante | Vacante      | 9 dicembre 1960  | 3 gennaio 1961   | 86                                                        |         | |
| 14                                      |         | William Henry Harrison III |         | Repubblicano | 3 gennaio 1961   | 3 gennaio 1965   | 87 · 88                                                   | 2       | 1960 · 1962 Perse la rielezione                                                                         |
| 15                                      |         | Teno Roncalio              |         | Democratico  | 3 gennaio 1965   | 3 gennaio 1967   | 89                                                        | 1       | 1964 Candidatosi al Senato                                                                              |
| 16                                      |         | William Henry Harrison III |         | Repubblicano | 3 gennaio 1967   | 3 gennaio 1959   | 90                                                        | 1       | 1966 Non ottenne la ricandidatura                                                                       |
| 17                                      |         | John S. Wold               |         | Repubblicano | 3 gennaio 1969   | 3 gennaio 1971   | 91                                                        | 1       | 1968 Candidatosi al Senato                                                                              |
| 18                                      |         | Teno Roncalio              |         | Democratico  | 3 gennaio 1971   | 30 dicembre 1978 | 92 · 93 · 94 · 95                                         | 4       | 1970 · 1972 · 1974 · 1976 Non ricandidatosi                                                             |
| Vacante                                 | Vacante | Vacante                    | Vacante | Vacante      | 30 dicembre 1978 | 3 gennaio 1979   | 95                                                        |         | |
| 19                                      |         | Dick Cheney                |         | Repubblicano | 3 gennaio 1979   | 20 marzo 1989    | 96 · 97 · 98 · 99 · 100 · 101                             | 5 1⁄2   | 1978 · 1980 · 1982 · 1984 · 1986 · 1988 Divenuto Segretario della difesa                                |
| Vacante                                 | Vacante | Vacante                    | Vacante | Vacante      | 20 marzo 1989    | 26 aprile 1989   | 101                                                       |         | |
| 20                                      |         | Craig Thomas               |         | Repubblicano | 26 aprile 1989   | 3 gennaio 1995   | 101 · 102 · 103                                           | 2 1⁄2   | Eletto per terminare il mandato di Cheney · 1990 · 1992 Candidatosi come Governatore                    |
| 21                                      |         | Barbara Cubin              |         | Repubblicano | 3 gennaio 1995   | 3 gennaio 2009   | 104 · 105 · 106 · 107 · 108 · 109 · 110                   | 7       | 1994 · 1996 · 1998 · 2000 · 2002 · 2004 · 2006 Non ricandidatasi                                        |
| 22                                      |         | Cynthia Lummis             |         | Repubblicano | 3 gennaio 2009   | 3 gennaio 2017   | 111 · 112 · 113 · 114                                     | 4       | 2008 · 2010 · 2012 · 2014 Non ricandidatasi                                                             |
| 23                                      |         | Liz Cheney                 |         | Repubblicano | 3 gennaio 2017   | 3 gennaio 2023   | 115 · 116 · 117                                           | 4       | 2016 · 2018 · 2020 Non ottenne la ricandidatura                                                         |
| 24                                      |         | Harriet Hageman            |         | Repubblicano | 3 gennaio 2025   | in carica        | 118 · 119                                                 | 2       | 2022 · 2024                                                                                             |